# Francisco Guterres
Francisco Guterres, populært kaldet Lú-Olo (født 7. september 1954 i Ossu, Portugisisk Timor) er en politiker fra Østtimor, der var Østtimors præsident fra 2017 til 2022. Guterres repræsenterer partiet FRETILIN.